# Na sotnách (Holan)
Na sotnách (cz. Na łożu śmierci albo Na marach) – tomik wierszy czeskiego poety Vladimíra Holana, opublikowany w 1967. Zbiorek zawiera prawie dwieście krótkich, epigramatycznych wierszy. Utwory składające się na cykl są napisane niemal wyłącznie wierszem wolnym.